# Hugues Quiéret

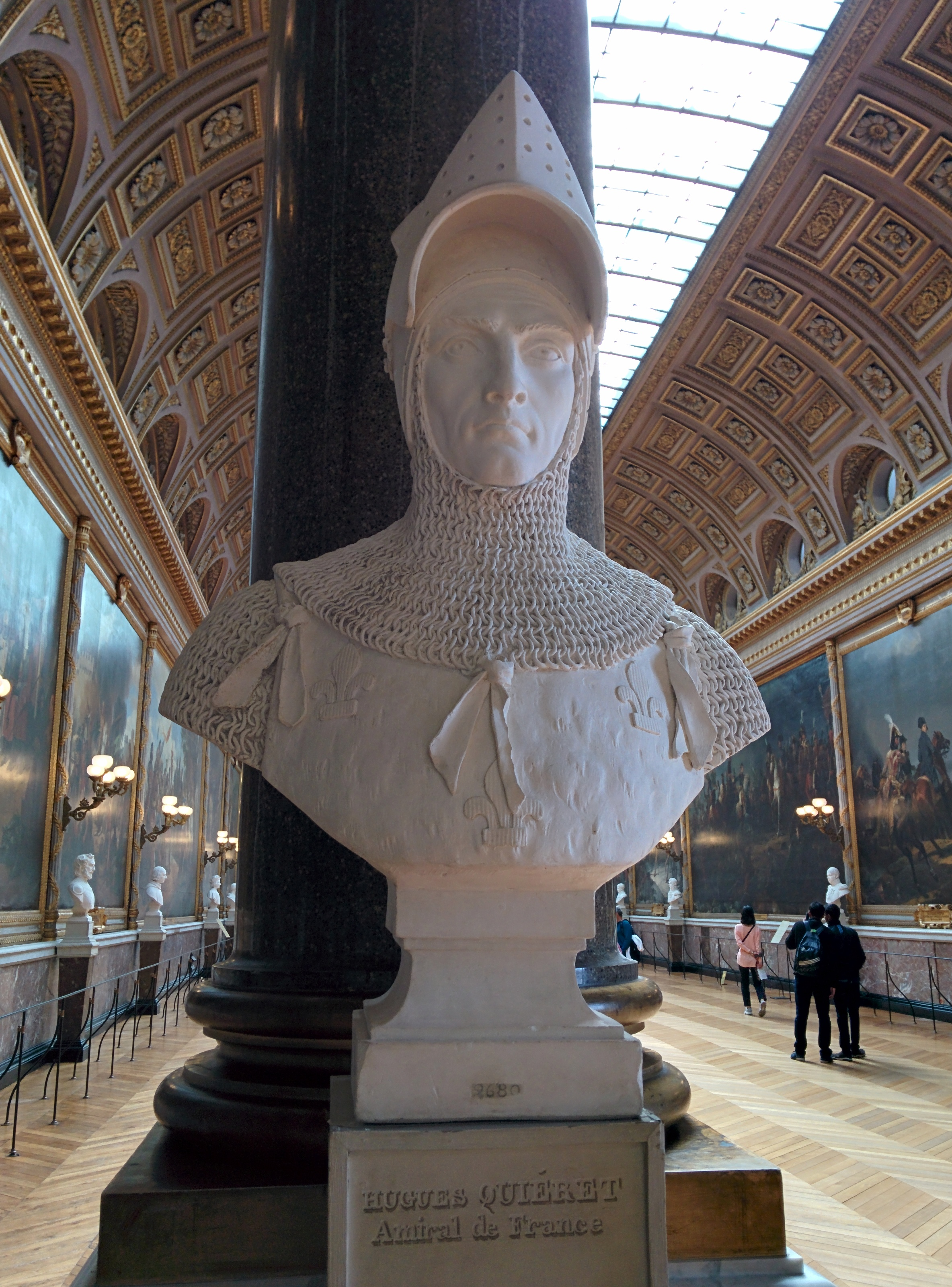
Büste von Hugues Quiéret, Admiral von Frankreich, im Schloss Versailles

Hugues Quiéret (* um 1290 in Paris; † 24. Juni 1340) war ein französischer Adliger, Admiral und Heerführer, der im Hundertjährigen Krieg, nach anfänglichen Erfolgen, während der Schlacht von Sluis, bei der er die Armeelandung der englischen Truppen unter Führung von Eduard III. verhindern sollte, umkam.

## Kindheit und Jugend
Hugues Quiéret wurde um das Jahr 1290 in Paris als Sohn seines Vaters gleichen Namens geboren. Sein Vater war ein Ritter und der Herr von Douriez und Fransu (französisch: Seigneur de Douriez et de Fransu). 1312 heiratete der Vater von Hugues Blanche d’Harcourt. Blanches Großvater, Jean II. d’Harcourt (1240–1302), bekannt als „The Doughty“ (französisch: le Preux), war ab 1283 Marschall von Frankreich (französisch: maréchal de France) und ab 1295 einer der ersten Admirale Frankreichs.

## Militärische Karriere

### Ernennung zum Admiral
Unter der Herrschaft von Philipp VI. von Frankreich war der Posten des Admirals von Frankreich reformiert worden und wurde nicht mehr wie zuvor an Ausländer vergeben, sondern auch an Franzosen vergeben. So wurde Quieret am 7. Dezember 1335 zum Admiral ernannt, der für die französische Flotte verantwortlich war. Er war maßgeblich an der Verbesserung der französischen Flotte beteiligt.

### Hundertjähriger Krieg

#### Schlacht von Arnemuiden (September 1338)
In der Schlacht von Arnemuiden am 23. September 1338, zu Beginn des Hundertjährigen Krieges, kämpfte die französische Flotte unter den Admirälen Hugues Quiéret und Nicolas Béhuchet gegen fünf englische Großkoggen, welche eine Ladung Wolle zum Grafen von Flandern, einem Verbündeten von Eduard III. von England, transportierte. Die Schlacht fand nahe Arnemuiden statt, dem Hafen der Insel Walcheren in den Niederlanden. Überwältigt von der zahlenmäßigen Übermacht und mit einem Teil ihrer Besatzung noch an Land, kämpften die englischen Schiffe tapfer, insbesondere die Christopher mit ihren drei Kanonen und einem Handfeuer (die Schlacht war das erste dokumentierte Beispiel für den europäischen Einsatz von Marineartillerie) unter dem Kommando von John Kingston, der auch Kommandeur der englischen Flotte war. Kingston kapitulierte, nachdem die Verteidigungsmittel aufgebraucht waren Die Franzosen erbeuteten die reiche Fracht und nahmen die fünf Koggen in ihre Flotte und massakrierten die englischen Gefangenen. Hugues Quieret wurde dann 1339 zum Hauptmann von Tournay ernannt.

Wappen von Quieret

#### Schlacht von Sluis (1340)
Am 24. Juni 1340 traf die zahlenmäßig dominierende französische Flotte in der Schlacht von Sluis in der Zwin-Mündung auf 150 englische Schiffe unter dem Kommando von Eduard III. Dies war die erste große Schlacht des Hundertjährigen Krieges. Neben vierzig Mittelmeergaleeren mit erfahrenen genuesischen Besatzungen unter der Führung des Söldners Pietro Barbavera verfügten die Franzosen auch über zwanzig Koggen mit je 200 Mann bewaffneter Besatzung und rund 130 Handels- und Fischereischiffe mit jeweils fünfzig Soldaten an Bord – insgesamt also rund 30.000 Mann. Die englische Flotte bestand aus 150 Schiffen, 15.000 Soldaten und einer unbekannten Anzahl von Besatzungsmitgliedern. Die französische Flotte wurde von Quiéret und Béhuchet kommandiert. Sie erhielten den Befehl, die Landung von Eduards Armee zu stoppen, und stellten ihre Flotte in drei Linien von einem Flussufer zum anderen auf, mit Ausnahme von vier Koggen und den genuesischen Schiffen. Alle Schiffe in den drei Reihen waren aneinander gekettet.
Am Morgen des 24. Juni erschienen die Engländer. Um die Mittagszeit griffen sie an, woraufhin die französischen Armbrustschützen die Engländer beschossen. Diese wurden aber schnell von der Feuergeschwindigkeit der walisischen Langbogenschützen übertroffen. Nachdem sich die Flotten getroffen hatten, kam es zu heftigen Nahkämpfen. Quieret und Béhuchet versuchten, Eduards Schiff, die Cog Thomas, zu umzingeln, jedoch wurde Béhuchet an der Brust verwundet. Einige Quellen berichten, dass Quiéret während der Schlacht ertrank, aber andere geben an, dass er von den Engländern gefangen genommen worden war und sofort enthauptet wurde. Am Nachmittag konnte die flämische Flotte dank einer Änderung der Windrichtung das Flussufer verlassen und sich der Schlacht anschließen. Panik ergriff die französische Flotte – da sie keine andere Möglichkeit hatte, zu entkommen, als zu schwimmen, wurden 17.000 bis 20.000 französische Soldaten getötet und nur Barbavera und die Hälfte der Genuesen konnten entkommen. Die Schlacht markierte die Zerstörung und entscheidende Niederlage der französischen Flotte.